# Kofinite Topologie
Im mathematischen Teilgebiet der Topologie bezeichnet die kofinite Topologie (auch cofinite Topologie geschrieben) eine Klasse pathologischer Beispiele für topologische Räume. Sie lässt sich über einer beliebigen Menge definieren: In ihr sind genau die Mengen offen, deren Komplemente endlich oder die selbst leer sind. Dies ist äquivalent dazu, dass die abgeschlossenen Mengen genau die endlichen Mengen oder die ganze Menge sind. Im Folgenden betrachten wir die kofinite Topologie nur über unendlichen Mengen, da sie interessante Eigenschaften tragen (im endlichen Fall erhält man die diskrete Topologie).

## Trennungseigenschaften
Jede kofinite Topologie bildet einen Kolmogoroff-Raum, sie erfüllt das Trennungsaxiom T₀: Je zwei verschiedene Punkte sind topologisch unterscheidbar, von je zwei verschiedenen Punkten besitzt zumindest einer eine Umgebung, die den anderen nicht enthält. Zusätzlich erfüllt sie das Trennungsaxiom T₁, das heißt beide Punkte besitzen je eine Umgebung, die den anderen nicht enthält, schließlich sind Permutationen in der kofiniten Topologie Homöomorphismen (die Automorphismengruppe ist also dieselbe wie für die diskrete Topologie). Jedoch erfüllen kofinite Topologien über unendlichen Mengen nicht das Trennungsaxiom T₂, sie bilden keine Hausdorff-Räume: Es ist nicht möglich, diese beiden Umgebungen disjunkt zu wählen, denn es gibt dort keine zwei nichtleere, disjunkte offene Mengen. Daher bilden sie auch keine T₃-Räume, denn es gibt eine nichttriviale abgeschlossene Menge, diese kann aber natürlich nicht von einem Punkt außerhalb durch disjunkte Umgebungen getrennt werden, ein T₀- und T₃-Raum müsste zudem hausdorffsch sein.
Die kofinite Topologie ist zudem die gröbste Topologie über einer beliebigen Menge, die T₁ erfüllt, denn für T₁ ist es notwendig (und hinreichend), dass jede einelementige Menge abgeschlossen ist. Somit muss ein T₁-Raum zumindest alle endlichen Mengen als abgeschlossene Mengen enthalten.

## Konvergenz
Die Auswirkungen der fehlenden Hausdorffeigenschaft auf die Konvergenz von Filtern und Netzen lassen sich an kofiniten Topologien demonstrieren:
- Da kein Hausdorff-Raum vorliegt, gibt es Filter mit mehreren Grenzwerten: Betrachte dafür den Filter, der alle nichtleeren, offenen Mengen enthält. Es handelt sich um einen Filter, da es keine zwei nichtleere, disjunkte, offene Mengen gibt. Er konvergiert gegen alle Punkte des Raumes, da er natürlich auch alle Umgebungen jedes Punktes enthält.
- Entsprechend konvergiert auch jede Totalordnung der Elemente des Raums als Netz ohne doppelte Elemente aufgefasst gegen jeden Punkt: Für jede Umgebung eines Punktes liegen ab einem Index alle Elemente des Netzes in ihr.

## Weitere Eigenschaften
- Der Abschluss jeder unendlichen Menge ist die gesamte Menge. Daraus folgt sofort, dass der Raum separabel ist.
- Das Innere jeder endlichen Menge ist leer.
- Auf einer überabzählbaren Menge verletzt die kofinite Topologie beide Abzählbarkeitsaxiome.
- Kofinite Topologien werden weder von einer Metrik noch von einer uniformen Struktur induziert.
- Jede kofinite Topologie bildet einen kompakten Raum, mangels der Hausdorffeigenschaft folgen daraus jedoch keine starken Trennungseigenschaften wie etwa T₄.

## Verallgemeinerung
Anstatt vorauszusetzen, dass die abgeschlossenen Mengen mit Ausnahme des gesamten Raumes selbst endlich sind, lassen sie sich auch durch eine beliebige unendliche Kardinalzahl beschränken. Dies ergibt als nächstgrößere Topologie nach diesem Schema die koabzählbare Topologie, die auf überabzählbaren Mengen ebenfalls ein wichtiges pathologisches Beispiel darstellt.